# Soufrière Hills
Soufrière Hills è uno stratovulcano di 1050 metri di altitudine, situato sull'isola caraibica di Montserrat.
Dopo un lungo periodo di quiescenza, è tornato in attività nel 1995 e le sue continue eruzioni, con le conseguenti colate piroclastiche, hanno reso inabitabile la maggior parte dell'isola, oltre ad aver distrutto la sua capitale, Plymouth, che è stata devastata dai flussi piroclastici e l'hanno ricoperta con diversi metri di detriti. La maggior parte della popolazione (circa due terzi) è stata costretta a lasciare l'isola. Una grande eruzione, il 25 giugno 1997 ha provocato la morte di diciannove persone. Anche l'aeroporto è stato ricoperto dal flusso piroclastico, e quindi distrutto.
Segni di attività sismica si sono registrati negli anni 1812, 1897-98, 1933-37, ed ancora nel 1966-67, ma l'eruzione è iniziata solo il 18 luglio del 1995, ed è stata la prima eruzione dal XVII secolo. Il vulcano è di natura andesitica e l'attuale modello di attività comprende periodi di crescita a cupola, intervallato da brevi episodi di crollo della cupola che danno luogo a flussi piroclastici ed eruzione esplosive.
Una nuova violenta eruzione con il collasso del duomo di lava formatosi nell'attività precedente si è verificata l'11 febbraio 2010, la quale ha prodotto un pennacchio di cenere che ha raggiunto i dieci chilometri di altezza e ha prodotto devastanti fenomeni di nubi ardenti che hanno parzialmente modificato l'orografia dell'isola.